# Дхоллівуд

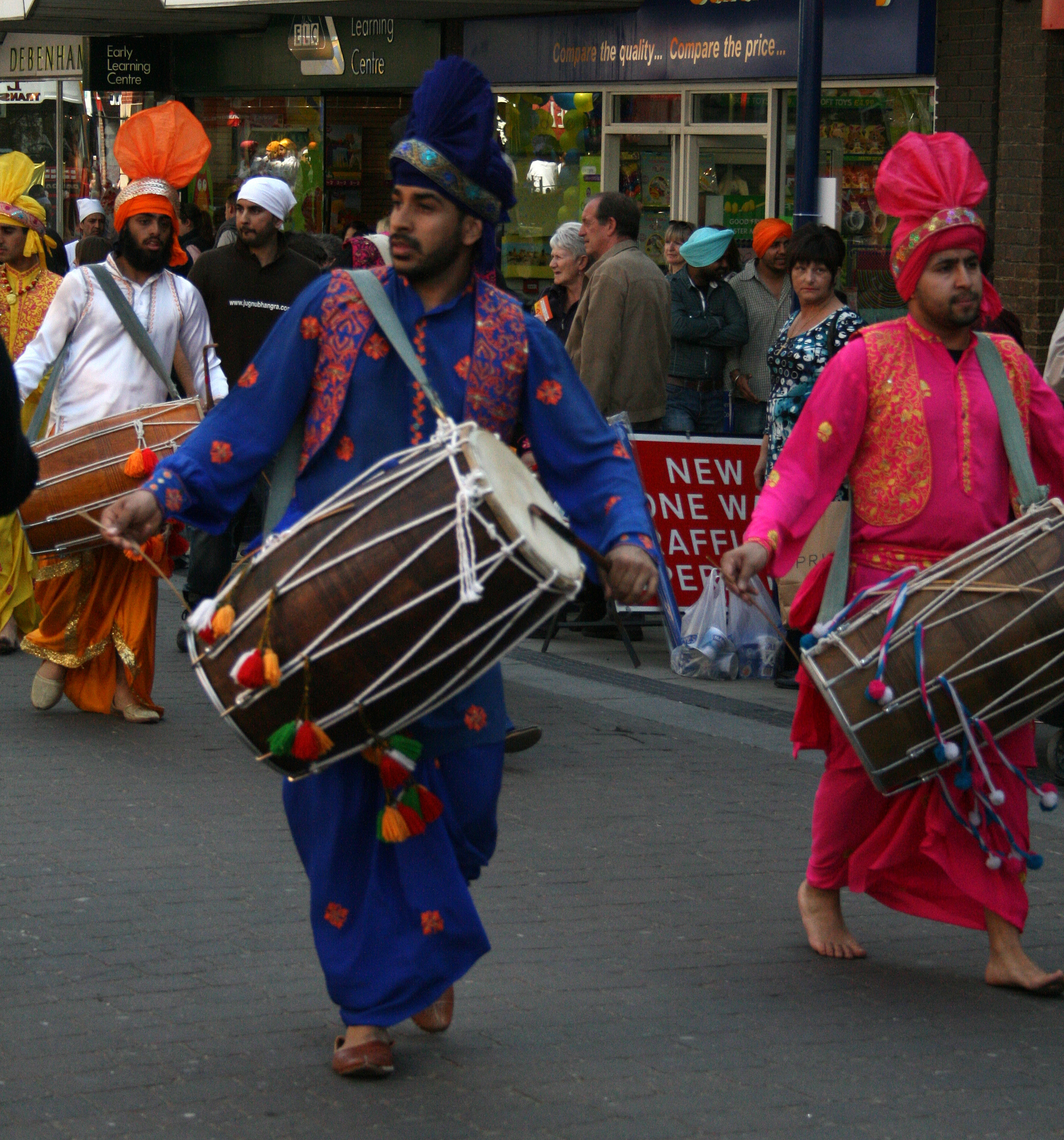
Дхол — символ Дхоллівуду

Дхоллівуд (ગુજરાતી સિનેમા) — це неформальна назва кіноіндустрії індійського штату Гуджарат. Фільми створюються гуджаратською мовою. В різні часи щорічно створювалося від 20 до 100 фільмів. Назва походить від музичного інструменту дхол, що широко використовуються у кінокартинах. Також має іншу назву Голлівуд (від назви самого штату).

## Історія

### Британський період

Афіша фільму «Нарсінх Метха»

В гуджараті кіноіндустрія почала розвиватися доволі швидко. Вже 1913 року було створено перші кінострічки. Втім усі вони знаходилися у Мадрасі, центрі області підпорядкованій Великій Британії. В цей час діяло близько 44 режисери, що знімали гуджараті, проте фільми були німі (відповідно до тогочасних технічних можливостей). Першим таким фільмом є «Білвамангал» (інша назва Бхагат Сурдас), що зняв Рустимджі Дхотівала на кіностудії Елхістоун Біоскоп Компані у Калькуті (Бенгалія). Тому низка дослідників його вважають також бенгальським фільмом. Перша кінокомпанія була створена у 1919 році Сушет Сінґом — Оріентал Філм Мануфакурінг Компані у Бомбеї. У 1920 році неї було створено фільм «Вайшнав Джан ТО», який акомпанувався гуджаратськими музиками, тому вважається першим суто гуджараті-фільмом. Того ж року було випущено фільм «Ках-Дев'яні» режисера Шрі Нат Патанкара (співвласника кінокомпанії «Патанкар Френдс енд Компані»), де було вперше представлено гуджаратські танці.
Згодом почали з'являться численні гуджаратські фільми. Один з них — «Бхакта Відур» (1921 рік, режисер, Канджібхай Ратход) мав політичний зміст, тому став першим індійським фільмом, забороненим британською колоніальною владою.
У 1920-х роках визначилися основні теми гуджаратських фільмів — соціальне становище людини та стародавні індуїстські міфи. У 2-й половині 1920-х років та 1930-х роках провідними кінокомпаніями стають «Крішна Філм Компані», «Шарда Філм Компані» і «Гіндустан Сінема Філм Компані».
У 1931 році вийшов перший короткометражний звуковий фільм мовою гуджараті «Ча Чавно Мураббо» (режисер — Манклал Патель), який став також першим індійським звуковим фільмом. 1932 року вийшов перший повнометражний звуковий фільм мовою гуджараті «Нарсінх Метха» режисера Нанубхая Вакіла. В подальшому до 1941 року було створено ще 12 гуджаратських фільмів. Втім у зв'язку з Другою світовою війною виробництво припинилося до 1946 року.

### 1947—1970 роки
Зі здобуттям Індією незалежності процес створення фільмів гуджаратською мовою посилився. Лише у 1948 році було знято 26 фільмів. До 1951 року — ще 74 фільми. Основними темами було соціальні мотиви, міфи та історичні пригоди.
Втім протягом 1951—1970 років відбувається деякий занепад у Дхоллівуді. Протягом усього цього періоду створено лише 55 кінострічок. Це пов'язано з адміністративним змінами в Індії, в результаті чого у 1960 році утворився штат Гуджарат. Втім, основні виробництва тоді розташовувалися у Бомбеї (сучасний Мумбаї). Тому довелося в Гуджараті створювати кіновиробництво спочатку.
Лише з 1970 року відбувається поступове відродження. Цього року фільм «Канку» (режисер — Кантілал Ратод) здобув Національну премію за найкращий гуджаратським фільм і нагороду Чиказького кінофестивалю (США).

### Піднесення
Завдяки зусиллям, зокрема субсидіям й податковим пільгам, уряду штату в Гуджараті було налагоджено виробництво власної кіноплівки (1972 році у м. Вадодара), що позитивно вплинуло на процес виробництва кінострічок.
У 1970-х роках основними темами фільмів були стародавні міфи, де головними героями були загально індуїстські та гуджаратські божества. Все це сприяло поширенню популярності гуджаратських фільмів серед сільського населення штату. Наприкінці 1970-х років з'являються народні теми у фільмах, заснованих на гуджаратському фольклорі та історії, зокрема «Танарірі» 1975 року (режисер — Чандракант Сангані), «Каріявар» 1977 року (режисер — Чандракант Сангані). У 1976 році режисер Гріш Манукан вперше зняв системою Сінемаскоп фільм «Сонбай ні Чундаді».

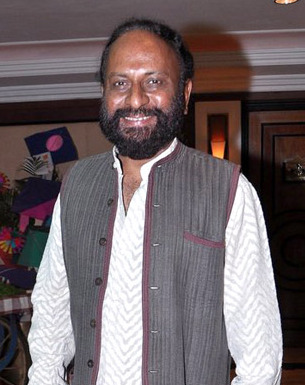
Кетан Метха

У 1980-х роках кількість фільмів Дхоллівуду лише зростала. Так, протягом лише 1981—1982 років було створено 39 фільмів. В них уже превалювали міські мотиви. Картина 1980 року «Бхавні Бхавай» режисера Кетана Мехти здобула Національну премію за найкращий художній фільм за національною інтеграцією та нагороду Нантського кінофестивалю (Франція). В цей час починає діяти династія композиторів Авінаша та Гаеранга Виасів, що створили музику до майже 200 гуджаратських фільмів. Також цей час початку слави акторських династій Тріведі, Канодіа та Кумар.
У 1990-х роках створюються численні фільми соціального та політичного спрямування, що відображають тогочасну ситуацію в Індії та штаті Гуджарат, зокрема. Такими є стрічки «Хун Хунші Хуншілал» 1991 року (режисер — Санджив Шах), «Деш Ре Джойя Дада Пардеш Джойя» 1998 року (режисер — Говіндбхай Патель), «Дарія Чхору» 1999 року (режисер — Віпул Амрутлал Шах).

### Занепад
З 1998 року після закриття компанії «Гуджарат Філм Корпорейшн Девелопмент», на яку було покладено просування фільмів з Дхоллівуду, кількість стрічок мовою гуджараті скоротилося. Також на це вплинуло бажання продюсерів створювати лише комерційно успішні фільми. Цей підхід вплинув на якість створеного кінопродукту. Загалом призвело до тимчасового занепаду галузі в штаті. Тому кіноаудиторія перейшла на фільми, створені в Боллівуді.

## Сучасність
Складна ситуація в кіноіндустрії Гуджарату вплинула на рішення тамтешнього уряду вжити рішучих заходів для поліпшення становища. У 2005 році було вирішено звільнити створення фільмів від податків на 100 % та надати субсидій на 500 тис. рупій. Усе це дало позитивний результат: протягом 2009—2010 років створено 60 фільмів, 2012 року — 72. Водночас створюються численні комерційні успішні фільми, що здобули прихильність глядачів. Темами є соціальні, культурні питання, злам давніх традицій та звичаїв, зокрема життя ЛГБТ-спільноти. У 2008 році випущено перший фільм на супер 16 мм плівці — «Найкраща половина» (режисер — Ашиш Каккад).
Фільми режисера Абхішека Джайна Кеві Ріте Джайш (2012 рік) та Бей Яар (2014 рік) здобули популярність (демонстрували протягом 65 тижнів), їх навіть демонстрували у сусідніх країнах. Стрічка «Гарний шлях» 2013 року режисера Г'яна Коррея виграла у номінації найкращий гуджаратський фільм національної кінематографічної премії Індії та обраний представляти Індію на кінопремії «Оскар» (США), ставши першим таким гуджаратським фільмом. Уже протягом 2016 року на кіностудіях Дхоллівуду було створено близько 100 фільмів.

## Відомі актори
- Упендра Тріведі
- Маліка Сарабхай
- Махеш Канодіа
- Нареш Канодіа
- Раджендра Кумар
- Кіран Кумар
- Хітен Кумар
- Асрані
- Аруна Ірані
- Мона Тхіба
- Суддхарт Рандеріа